# Polea

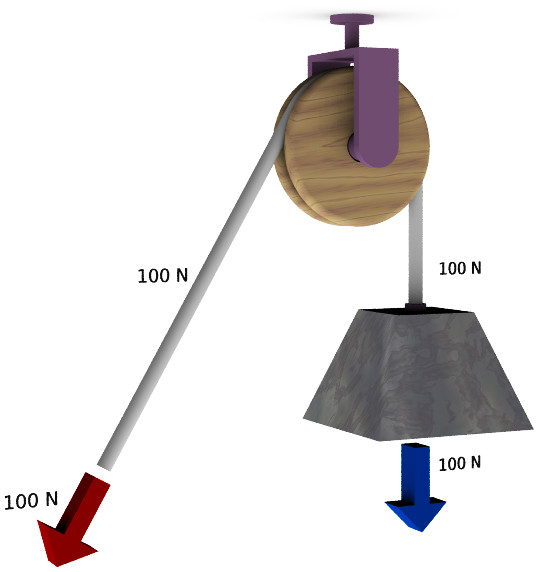
Polea simple fija

Una polea es una máquina simple, un dispositivo mecánico de tracción, que sirve para transmitir una fuerza. Consiste en una rueda con un canal en su periferia, por el cual pasa una cuerda que gira sobre un eje central. Además, formando conjuntos —aparejos o polipastos— sirve para reducir la magnitud de la fuerza necesaria para mover un peso. 
Según la definición de la Goupillière, «la polea es el punto de apoyo de una cuerda que moviéndose se arrolla sobre ella sin dar una vuelta completa» actuando en uno de sus extremos la resistencia y en otro la potencia.
Las primeras evidencias de poleas se remontan al Antiguo Egipto en la Duodécima Dinastía (1991-1802 a. C.) y la Mesopotamia a principios del segundo milenio a. C. En el Egipto romano, Herón de Alejandría (c. 10-70 CE) identificó la polea como una de las seis máquinas simples utilizadas para levantar pesos. Las poleas se ensamblan para formar un bloque y aparejo con el fin de proporcionar ventaja mecánica para aplicar grandes fuerzas. Las poleas también se ensamblan como parte de correa y transmisión de cadena para transmitir la potencia de un eje giratorio a otro. La obra de Plutarco Vidas paralelas relata una escena en la que Arquímedes demostró la eficacia de las poleas compuestas y del sistema de bloqueo y enganche utilizando una de ellas para tirar de un barco completamente cargado hacia él como si se deslizara por el agua.

## Historia

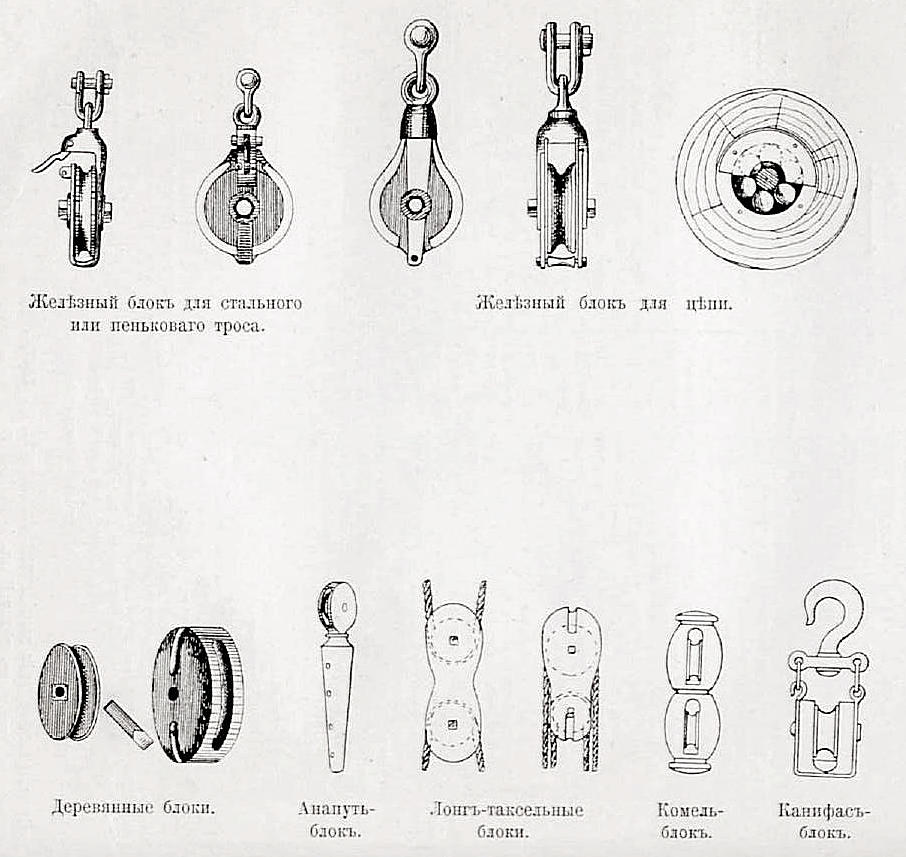

La única nota histórica sobre su uso se debe a Plutarco, quien en su obra Vidas paralelas (c. 100 a. C.) relata que Arquímedes, en carta al rey Hierón de Siracusa, a quien le unía gran amistad, afirmó que con una fuerza dada podía mover cualquier peso e incluso se jactó de que si existiera otra Tierra, yendo a ella podría mover esta. Hierón, asombrado, solicitó a Arquímedes que realizara una demostración.
Acordaron que el objeto a mover fuera un barco de la armada del rey, ya que Hierón creía que este no podría sacarse de la dársena y llevarse a dique seco sin el empleo de un gran esfuerzo y numerosos hombres. Según relata Plutarco, tras cargar el barco con muchos pasajeros y con las bodegas repletas, Arquímedes se sentó a cierta distancia y tirando de la cuerda alzó sin gran esfuerzo el barco, sacándolo del agua tan derecho y estable como si aún permaneciera en el mar.

## Partes de la polea
Está compuesta por tres partes:
1. La llanta: Es una zona exterior de la polea y su constitución es esencial, ya que se adaptará a la forma de la correa que alberga.
2. El cuerpo: Las poleas están formadas por una pieza maciza cuando son de pequeño tamaño. Cuando sus dimensiones aumentan, irán provistas de nervios y/o brazos que generen la polea, uniendo el cubo con la llanta.
3. El cubo: Es el agujero cónico y cilíndrico que sirve para acoplar al eje. En la actualidad se emplean mucho los acoplamientos cónicos en las poleas, ya que resulta muy cómodo su montaje.

## Designación y tipos
Los elementos constitutivos de una polea son la rueda o polea propiamente dicha, en cuya circunferencia (llanta) suele haber una acanaladura denominada "garganta" o "cajera" cuya forma se ajusta a la de la cuerda a fin de guiarla; las "armas", armadura en forma de U invertida o rectangular que la rodea completamente y en cuyo extremo superior monta un gancho por el que se suspende el conjunto, y el "eje", que puede ser fijo si está unido a las armas estando la polea atravesada por él ("poleas de ojo"), o móvil si es solidario a la polea ("poleas de eje"). Cuando, formando parte de un sistema de transmisión, la polea gira libremente sobre su eje, se denomina "loca".
Según su desplazamiento las poleas se clasifican en "fijas", aquellas cuyas armas se suspenden de un punto fijo (la estructura del edificio) y por lo tanto, no sufren movimiento de traslación alguno cuando se emplean con "móviles", las cuales son aquellas en las que un extremo de la cuerda se suspende de un punto fijo y que durante su funcionamiento se desplazan, generalmente, de manera vertical.
Cuando la polea obra independientemente se denomina «simple», mientras que cuando se encuentra reunida con otras formando un sistema recibe la denominación de «combinada» o «compuesta».

## Poleas compuestas
Existen sistemas múltiples de poleas que pretenden obtener una gran ventaja mecánica, es decir, elevar grandes pesos con un bajo esfuerzo. Estos sistemas de poleas son diversos, aunque tienen algo en común, en cualquier caso, se agrupan en grupos de poleas fijas y móviles: destacan los polipastos:

Esquema de la ventaja mecánica que se obtiene con diversas poleas compuestas

### Polipastos o aparejos
El polipasto (del latín polyspaston, y este del griego πολύσπαστον), es la configuración más común de polea compuesta. En un polipasto, las poleas se distribuyen en dos grupos, uno fijo y uno móvil. En cada grupo se instala un número arbitrario de poleas. La carga se une al grupo móvil.

## Sistemas de cuerdas y poleas

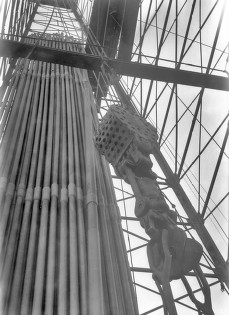
Polea en un pozo petrolero.

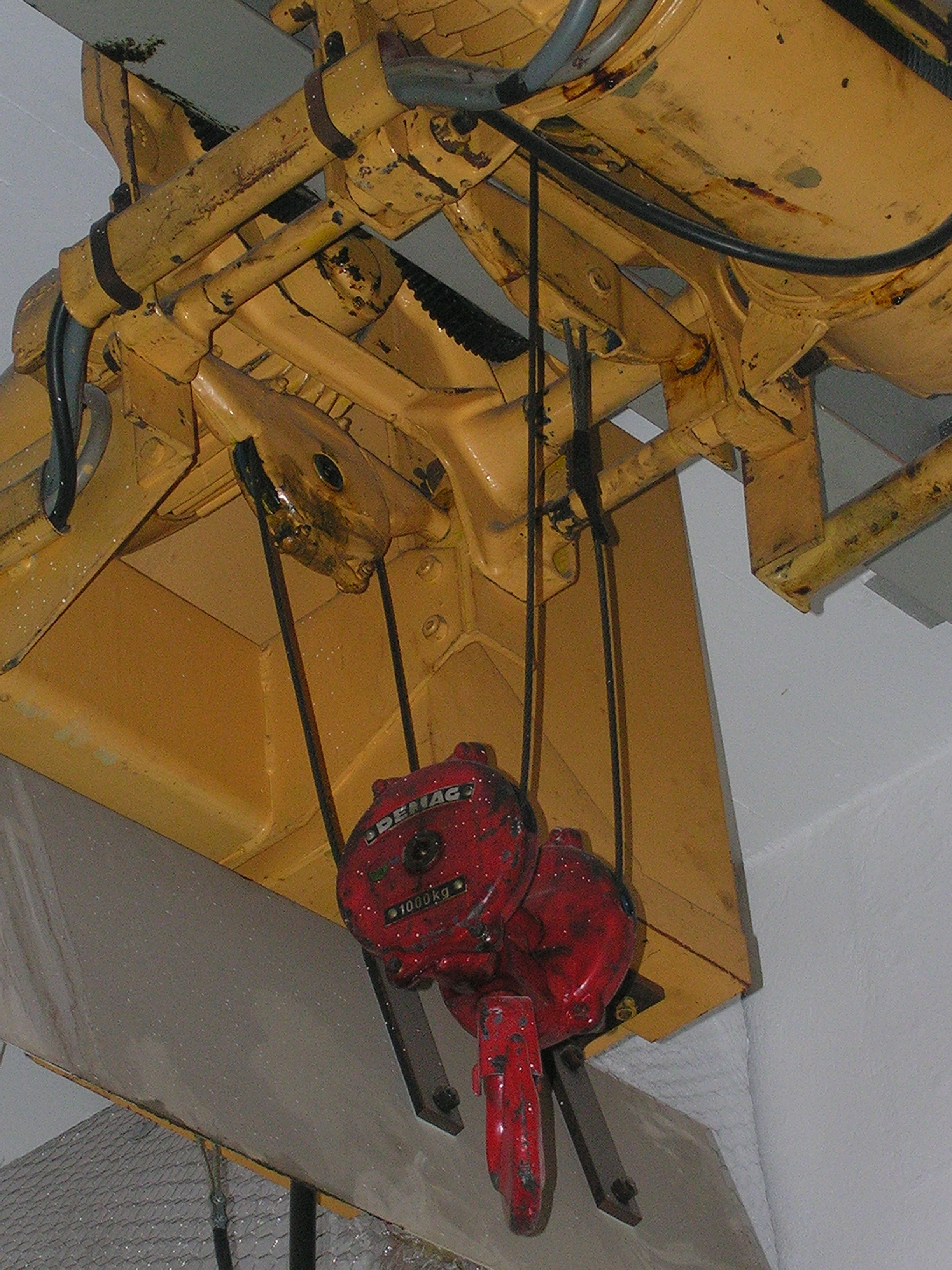
Un polipasto que usa el sistema de poleas compuestas que produce una ventaja de 4. La polea fija única está instalada en el polipasto. Las dos poleas móviles (unidas) se sujetan al gancho. Un extremo de la cuerda está unido al marco de la grúa, otro al cabrestante.

Un sistema de cuerda y polea, es decir, un bloque y aparejo, se caracteriza por el uso de una sola cuerda continua para transmitir una fuerza de tensión alrededor de una o más poleas para levantar o mover una carga; la cuerda puede ser un línea ligera o un cable fuerte. Este sistema está incluido en la lista de máquinas simples identificadas por los científicos del Renacimiento.
Si el sistema de cuerda y polea no disipa ni almacena energía, entonces su ventaja mecánica es el número de partes de la cuerda que actúan sobre la carga. Esto se puede demostrar de la siguiente manera.
Considere el conjunto de poleas que forman el bloque móvil y las partes de la cuerda que soportan este bloque. Si hay p de estas partes de la cuerda que soportan la carga W, entonces un balance de fuerzas en el bloque móvil muestra que la tensión en cada una de las partes de la cuerda debe ser W/p. Esto significa que la fuerza de entrada en la cuerda es T=W/p. Por lo tanto, el bloque y el aparejo reducen la fuerza de entrada por el factor p.

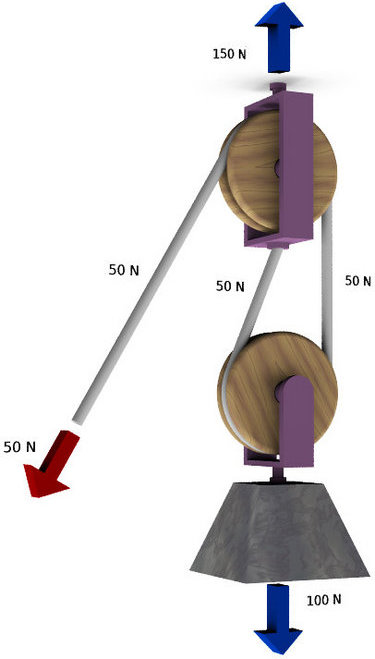
Un aparejo de pistola tiene una sola polea en los bloques fijos y móviles con dos partes de cuerda que soportan la carga W.
La separación de las poleas en el aparejo de la pistola muestra el equilibrio de fuerzas que da como resultado una tensión en la cuerda de W/2. Y tienen una fuerza de 90 newtons para calcular la fórmula de la hipotenusa al cuadrado menos la sexta parte de la polea y su torno que es 90 y a veces puedes calcular la polea por el cuadrado de las fórmulas con la ley de pitagoras y de tales por la hipotenusa que te dan en el triangulo circular de la polea.

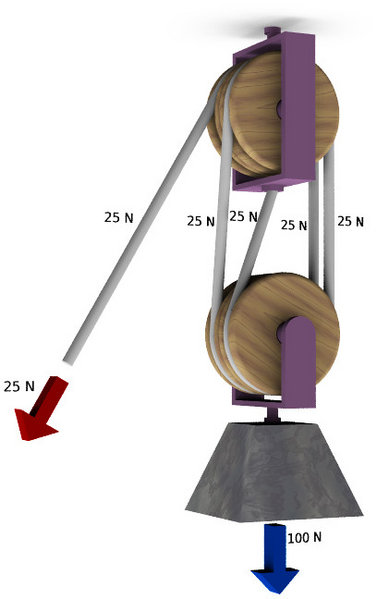
Un aparejo doble tiene dos poleas en los bloques fijos y móviles con cuatro partes de cuerda que soportan la carga. W.
La separación de las poleas en el doble aparejo muestra el equilibrio de fuerzas que da como resultado una tensión en la cuerda de W/4.

### Método de operación
La teoría de operación más simple para un sistema de poleas asume que las poleas y las líneas no tienen peso. Y que no hay pérdida de energía por fricción. También se supone que las líneas no se estiran.
En equilibrio, las fuerzas sobre el bloque en movimiento deben sumar cero. Además la tensión en la cuerda debe ser la misma para cada una de sus partes. Esto significa que las dos partes de la cuerda que sostienen el bloque móvil deben soportar cada una la mitad de la carga.

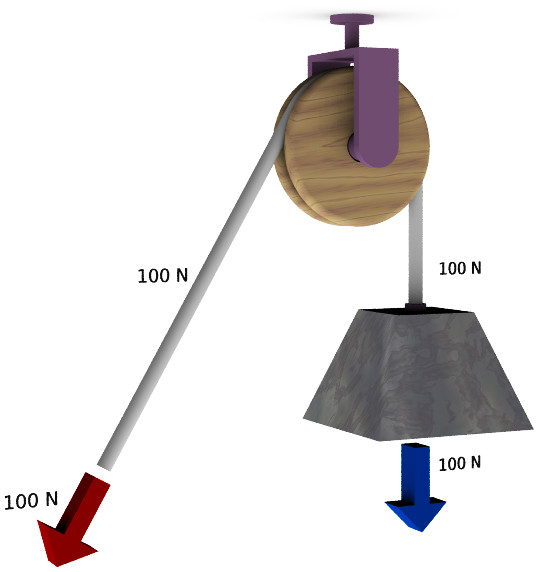
Polea fija
Diagrama 1: La carga F sobre la polea móvil queda balanceada por la tensión en las dos partes de la soga que sostiene la polea.
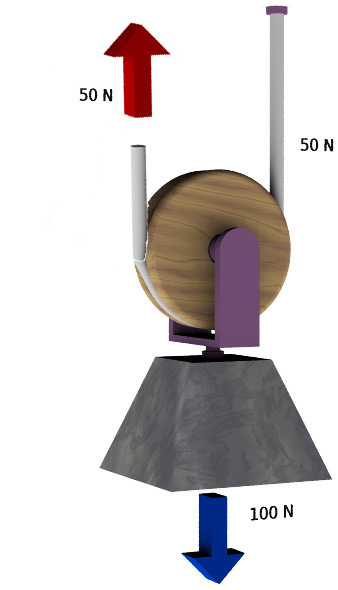
Polea movil
Diagrama 2: Una polea moviliza una carga W y es sostenida por las dos partes de la soga con tensiones W/2.

Existen diversos tipos de sistemas de polea:
- Fija: Una polea fija tiene un eje montado en cojinetes unidos a una estructura de soporte. Una polea fija cambia la dirección de la fuerza sobre una cuerda o correa que se mueve a lo largo de su circunferencia. La ventaja mecánica se obtiene combinando una polea fija con una polea móvil u otra polea fija de diferente diámetro.
- Movible: Una polea móvil tiene un eje en un bloque móvil. Una sola polea móvil está sostenida por dos partes de la misma cuerda y tiene una ventaja mecánica de dos.
- Compuesta: Una combinación de poleas fijas y móviles forma un bloque y aparejo. Un "bloque y aparejo" puede tener varias poleas montadas en los ejes fijos y móviles, lo que aumenta aún más la ventaja mecánica.

Diagrama 3: El aparejo de pistola "tiro con ventaja" tiene la cuerda unida a la polea móvil. La tensión en la cuerda es W/3 dando una ventaja de tres.
Diagrama 3a: El aparejo Luff agrega una polea fija "tiro con desventaja." La tensión en la cuerda sigue siendo W/3 dando una ventaja de tres.

La ventaja mecánica del aparejo pistola se puede aumentar intercambiando los bloques fijos y móviles de modo que la cuerda se una al bloque móvil y se tire de la cuerda en la dirección de la carga levantada. En este caso, se dice que el bloqueo y placaje es "tiro con ventaja". El Diagrama 3 muestra que ahora tres partes de la cuerda soportan la carga "W", lo que significa que la tensión en la cuerda es "W/3". Por lo tanto, la ventaja mecánica es tres.
Al agregar una polea al bloque fijo de un aparejo de pistola, la dirección de la fuerza de tracción se invierte, aunque la ventaja mecánica sigue siendo la misma, Diagrama 3a. Este es un ejemplo del placaje Luff.

### Diagramas de cuerpo libre
La ventaja mecánica de un sistema de polea se puede analizar utilizando diagramas de cuerpo libre en el cual se compensa la fuerza de tensión en la soga con la fuerza de gravedad que actúa sobre la carga. En un sistema ideal, las poleas sin masa y sin fricción no disipan energía y permiten un cambio de dirección de una cuerda que no se estira ni se desgasta. En este caso, un equilibrio de fuerzas en un cuerpo libre que incluye la carga, W y n secciones de soporte de una cuerda con tensión T, da:
{\displaystyle nT-W=0.}
La relación entre la carga y la fuerza de tensión que se ejerce es la ventaja mecánica MA del sistema de polea,
{\displaystyle MA={\frac {W}{T}}=n.}
Por lo tanto, la ventaja mecánica del sistema es igual al número de secciones de soga que soportan la carga.

## Sistemas de correas y poleas

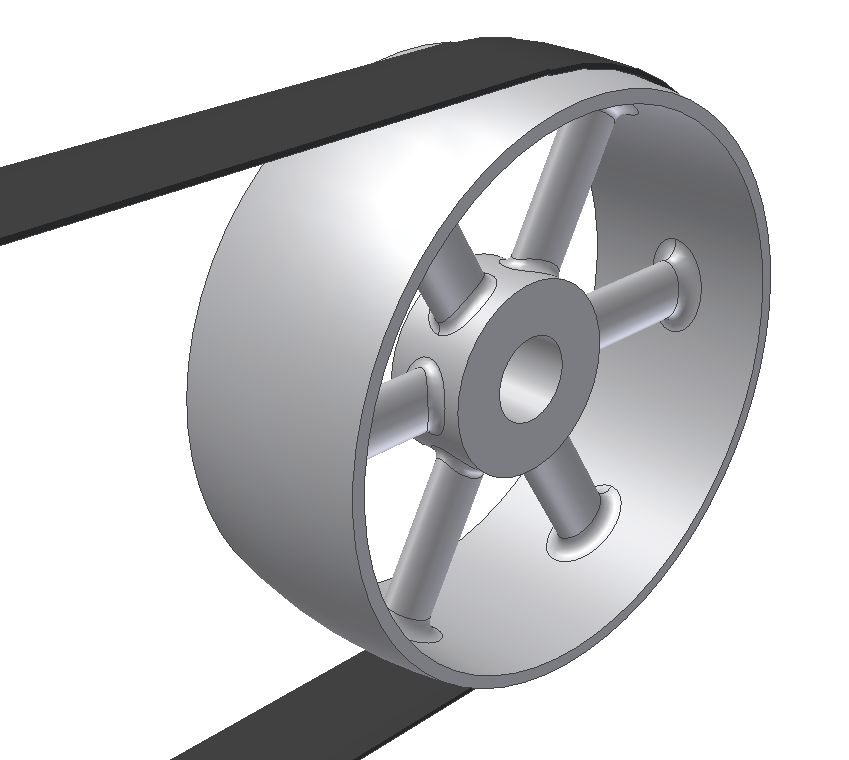
Correa plana sobre una polea.

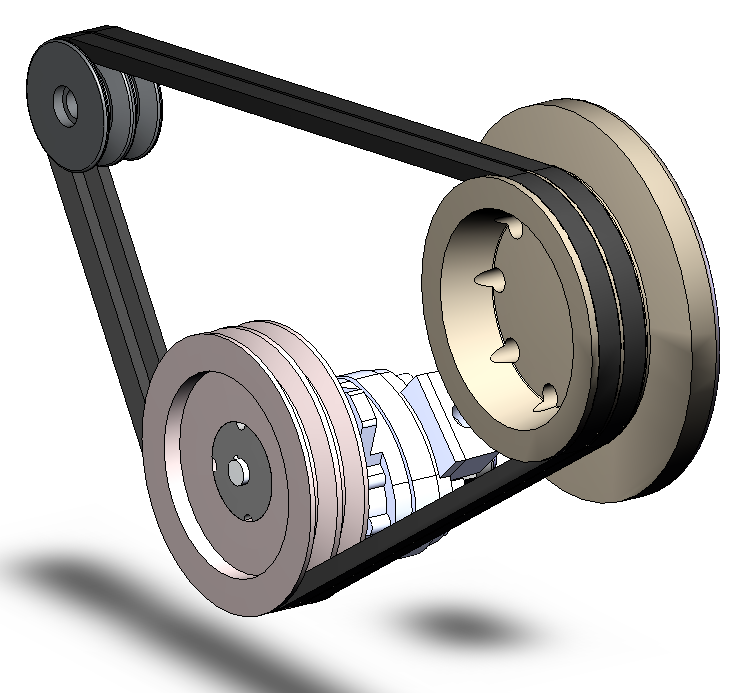
Sistema de correa y polea.

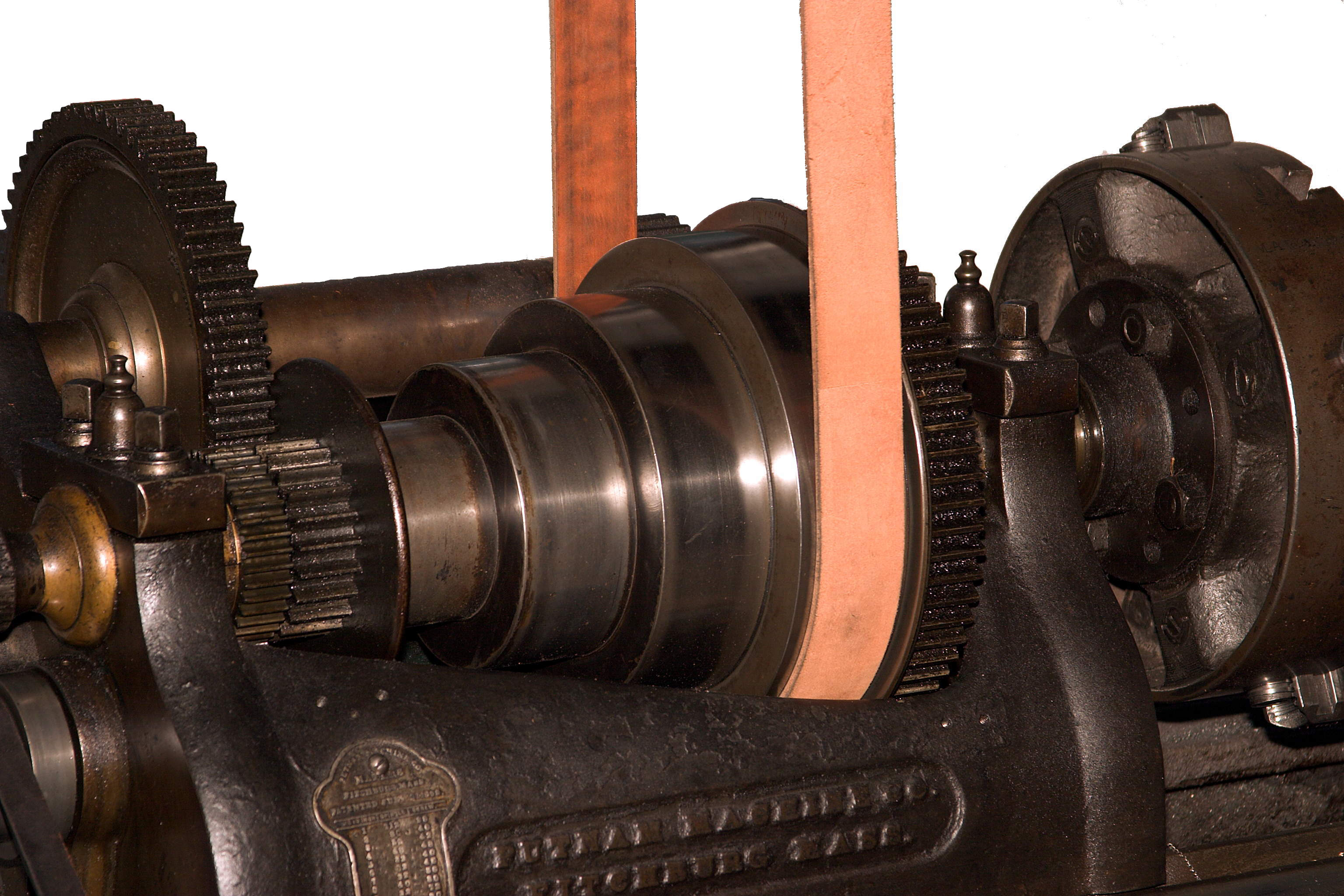
Polea de cono accionada desde arriba por un eje de línea.

Un sistema de correa y polea se caracteriza por tener dos o más poleas en común con una correa. Esto permite transmitir la potencia mecánica, el par motor y la velocidad a través de los ejes. Si las poleas tienen diámetros diferentes, se obtiene una ventaja mecánica.
Una transmisión por correa es análoga a la de una transmisión por cadena; sin embargo, una polea de correa puede ser lisa (desprovista de elementos discretos de enclavamiento como los que se encontrarían en un piñón de cadena, engranaje de espuelas, o correa dentada), de modo que la ventaja mecánica viene dada aproximadamente por la relación del diámetro de paso de las poleas solamente, no fijada exactamente por la relación de dientes como en el caso de los engranajes y las ruedas dentadas.
En el caso de una polea tipo tambor, sin ranura ni bridas, la polea suele ser ligeramente convexa para mantener centrada la correa plana. A veces se denomina polea coronada. Aunque en su día se utilizó ampliamente en los ejes de línea de las fábricas, este tipo de polea todavía se encuentra impulsando el cepillo giratorio en las aspiradoras verticales, en las lijadoras de banda y en las sierras de cinta. Los tractores agrícolas construidos hasta principios de la década de 1950 solían tener una polea para una correa plana (que es la que da nombre a la revista Belt Pulley). Ha sido sustituida por otros mecanismos con más flexibilidad en los métodos de uso, como la toma de fuerza y la hidráulica.
Al igual que los diámetros de los engranajes (y, en consecuencia, su número de dientes) determinan una relación de transmisión y, por tanto, los aumentos o reducciones de velocidad y la ventaja mecánica que pueden proporcionar, los diámetros de las poleas determinan esos mismos factores. Las poleas cónicas y las poleas escalonadas (que funcionan según el mismo principio, aunque los nombres tienden a aplicarse a las versiones de correa plana y a las versiones de Correa en V, respectivamente) son una forma de proporcionar múltiples relaciones de transmisión en un sistema de correa y polea que puede cambiarse según sea necesario, al igual que una transmisión proporciona esta función con un tren de engranajes que puede cambiarse. Las poleas escalonadas con correas trapezoidales son la forma más común en que las prensas de taladro proporcionan una gama de velocidades de husillo.
Con las correas y las poleas, la fricción es una de las fuerzas más importantes. Algunos usos de las correas y las poleas implican ángulos peculiares (que conducen a un mal seguimiento de la correa y posiblemente al deslizamiento de la correa fuera de la polea) o entornos de baja tensión de la correa, lo que provoca un deslizamiento innecesario de la correa y, por tanto, un desgaste adicional de la misma. Para solucionarlo, a veces se retrasan las poleas. El término "lag" se utiliza para describir la aplicación de un revestimiento, una cubierta o una superficie de desgaste con diversos patrones de textura que a veces se aplica a las carcasas de las poleas. El revestimiento se aplica a menudo para prolongar la vida útil de la carcasa proporcionando una superficie de desgaste reemplazable o para mejorar la fricción entre la correa y la polea. En particular, las poleas de transmisión suelen estar recubiertas de caucho (con una capa de fricción de caucho) precisamente por esta razón.